# 阿尔门德拉莱霍
阿尔门德拉莱霍，是西班牙埃斯特雷马杜拉巴达霍斯省的一个市镇。总面积164平方公里，总人口27521人（2001年），人口密度168人/平方公里。